# 津山站
津山站（日语：／ Tsuyama eki */?）是位於岡山縣津山市大谷，由西日本旅客鐵道（JR西日本）經營的鐵路車站。為岡山縣北部的主要車站，也是JR西日本中國統括本部岡山支社的直營車站。
本站屬於姬新線，也是津山線的終點，而因美線的終點雖為隔鄰的東津山站，但其列車皆以本站為起終點站。所以本站共有三條路線、四個方向的列車到發。站內設有負責姬新線、津山線、因美線運行管理的岡山綜合指令所津山派出所。
在車站的西南側仍有一座1936年完成的扇形車庫及轉車盤被保存至今，現已做為陳列多輛退役火車的鐵路博物館津山鐵道教育館。

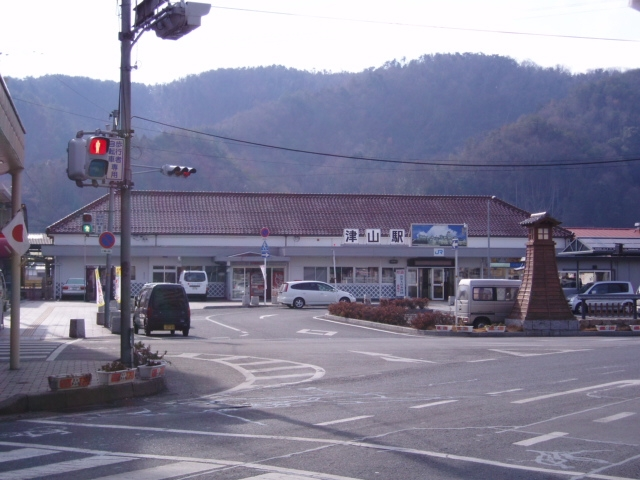
津山站（遠景）

## 历史
1898年中國鐵道的「中國鐵道本線」通車營運，最初路線是由岡山通至位於津山市區西南側的「津山車站」，不過當時的「津山車站」實際上是現在的津山口車站，直到1923年日本政府興建的「作備線」（現在的姬新線東段）完成，並以中國鐵道本線的「津山車站」為最西端終點，但同時也在津山市區南側建立了新的津山車站，中國鐵道的「津山車站」因而被更名為「津山口車站」，此時的津山車站是「作備線」上的一個車站。
1928年「因美南線」（現在的因美線南段）通車，津山車站也開始成為因美南線上實質的南端起點車站，此後在1932年及1936年因美線和姬新線先後全線完工，津山車站開始成為兩線的交會站；1944年中國鐵道的鐵道事業因日本政府的強制收買成為國有鐵路的路線，同時也將津山口車站至津山車站的路段併入此段路線，定名為「津山線」，津山車站也正式成為津山線的終點站。
1987年配合國鐵分割民營化隸屬西日本旅客鐵道。
過去曾有急行列車「美作」和「三朝」行經本站，並在本站進行列車拆分或連結（如「美作」與岡山鳥取間的「沙丘」）。等特快列車在此運行，並進行分割和合併（或更換合併對象）。目前通過本站的定期列車並不多，但夏季節日期間會有臨時班車行駛於津山線並進入姬新線。 2007年度，岡山站與中國勝山站之間也開行了臨時列車。在2007年6月30日，該站首班列車於4點13分出發，為日本最早的列車，且其於0時29分抵達的末班車，也是日本非電氣化路線中最晚到達終點站的班車。線路中最晚的列車最終到達時間（凌晨 12:29）

## 車站構造
車站為地上車站，站舍位於北側，設有2面4線的島式月台，站舍與各月台之間以跨線橋聯絡。

### 月台配置
| 月台 | 路線   | 方向 | 目的地                     |
| ---- | ------ | ---- | -------------------------- |
| 1    | 因美線 | -    | 往美作加茂、智頭、鳥取方向 |
| 2    | 姬新線 | 上行 | 往林野、佐用、姬路方向     |
| 3    | 姬新線 | 下行 | 往中國勝山、新見方向       |
| 4    | 津山線 | -    | 往福渡、岡山方向           |

### 車站便當
過去曾以車站前食堂「吉野館」販賣的的香菇便當（しいたけ弁当）而聞名，但在2002年因業者發生火災停業後就無法再於車站購買到。

## 使用情況
近年1日平均上車人次如下表。
| 上車人次推移 | 上車人次推移 |
| 年度         | 1日平均人數  |
| ------------ | ------------ |
| 1999         | 2,460        |
| 2000         | 2,398        |
| 2001         | 2,315        |
| 2002         | 2,260        |
| 2003         | 2,216        |
| 2004         | 2,194        |
| 2005         | 2,242        |
| 2006         | 2,108        |
| 2007         | 2,109        |
| 2008         | 2,035        |
| 2009         | 2,020        |
| 2010         | 2,122        |
| 2011         | 2,042        |
| 2012         | 2,201        |
| 2013         | 2,207        |
| 2014         | 2,091        |
| 2015         | 1,981        |
| 2016         | 2,007        |
| 2017         | 2,050        |
| 2018         | 1,923        |

## 車站周邊
- 津山川南郵便局
- 玉野競輪場
- 國道53號
- 國道179號
- 國道429號
- 岡山縣道26號津山柵原線
- 岡山縣道394號大篠津山停車場線
- 吉井川
- 津山城址（鶴山公園）

## 相鄰車站
西日本旅客鐵道
 姫新線
■快速（往佐用方面、全部自本站發車）
東津山 - 津山
■快速（往中國勝山方向站為快速列車運作、如繼續往東津山方面則會做為普通車運作）
（東津山 - ）津山 - 美作千代
■普通
東津山 - 津山 - 院
 因美線（本站至東津山站之間路段屬於姬新線）
東津山 - 津山
 津山線
■快速「壽」
津山 - 龜甲
■普通（福渡－岡山包括快速「壽」）
津山 - 津山口

## 外部連結
- 津山｜車站資訊：JR出門網 - 西日本旅客鐵道（日語）